# Pottenhofermühle
Pottenhofermühle ist ein Ortsteil der Gemeinde Dieterskirchen im Oberpfälzer Landkreis Schwandorf in Bayern.

## Geographische Lage
Pottenhofermühle befindet sich ungefähr zwei Kilometer östlich von Dieterskirchen, einen Kilometer südlich der Staatsstraße 2398 am Ufer der Ascha.

## Geschichte
Pottenhofermühle ist die zum Dorf Pottenhof gehörige Mühle, etwa 200 Meter südöstlich des Dorfes am Ufer der Ascha.
Seit 1631 wird durchgehend für das Dorf Pottenhof eine Mühle aufgeführt. Man darf annehmen, dass es sich dabei um die Pottenhofermühle handelt, obwohl sie unter diesem Namen erst Anfang des 19. Jahrhunderts genannt wird.
Entsprechend einer Verordnung von 1808 wurde das Landgericht Neunburg vorm Wald in 55 Steuerdistrikte unterteilt.
Dabei bildete Dieterskirchen mit den Ortschaften Bach, Dieterskirchen, Kolmhof, Pottenhof, Pottenhofermühle, Saggau, Silbermühle, Stegen und Weichelau einen Steuerdistrikt.
Pottenhofermühle hatte zu dieser Zeit 9 Einwohner, einen Müller.
Zum Stichtag 23. März 1913 (Osterfest) wurde Pottenhofermühle als Teil der Pfarrei Dieterskirchen mit einem Haus und 14 Einwohnern aufgeführt.
Am 31. Dezember 1990 hatte Pottenhofermühle 5 Einwohner und gehörte zur Pfarrei Dieterskirchen.